# Corinth Morter Lewis
Corinth Morter Lewis (* in Belize City) ist eine belizische Hochschullehrerin und Schriftstellerin. Von 2004 bis 2007 war sie Präsidentin der University of Belize.
Lewis besuchte die Ebenezer Primary School und das Belize Technical College. Sie arbeitete als Büroangestellte bei der Regierung von Belize, später wurde sie Lehrerin, dann Vizedirektorin des Belize Technical College. Sie studierte an der University of New Brunswick, der Ball State University sowie der University of Alberta und erlangte einen Ph.D. in Klinischer Psychologie („Chartered Psychologist“). 
Danach lehrte sie als Lecturer am Belize College of Arts, Science and Technology, der University of Belize, dem Belize Teachers’ College und der University of the West Indies School of Continuing Studies. Sie arbeitete als Beraterin für das Bildungsministerium von Belize und wurde Vorsitzende des National Arts Council (Kunstrates) in Belize.
Im Jahr 2003 wurde sie interimistische Präsidentin der University of Belize und wurde 2004 offiziell als zweite Präsidentin angelobt. Diese Position hatte sie bis 2007 inne. 2010/2011 leitete sie noch einmal kommissarisch die Universität.
Seit 2005 ist sie zusätzlich Mitglied des Regierungsrates des International Institute for Higher Education in Latin America and the Caribbean (IESALC), einer Organisation der UNESCO.
Lewis wirkt auch als Schriftstellerin, beginnend mit einem 1957 gewonnenen Kurzgeschichten-Schreibwettbewerb, der von Belize Billboard gesponsert wurde. Mit ihren Gedichten Arise und United gewann sie 1965/1966 Awards beim National Poetry Contest.